# Giải Gottfried Wilhelm Leibniz

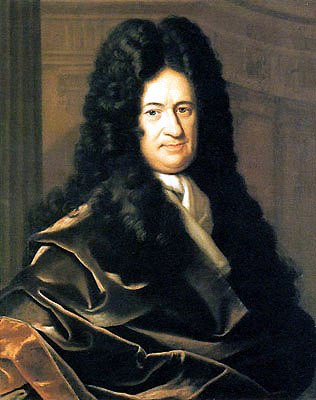
Gottfried Wilhelm Leibniz,
tranh vẽ bởi Christoph Bernhard Francke, khoảng 1700; bảo tàng viện Herzog Anton Ulrich, Braunschweig

Giải Gottfried Wilhelm Leibniz-Preis, tên chính thức là Giải trợ giúp cho các nhà khoa học Đức theo chương trình Gottfried Wilhelm Leibniz của Cộng đồng nghiên cứu Đức, viết ngắn Leibniz-Preis, được đặt tên theo Gottfried Wilhelm Leibniz (1646–1716). Từ 1986 mỗi năm cộng đồng Deutsche Forschungsgemeinschaft đã trao cho các nhà khoa học từ các lãnh vực khác nhau.
Giải này phát cho mỗi người được giải tới 2,5 triệu Euro (cho tới 2006 1,55 triệu Euro). Tiền thưởng phải được dùng cho các nghiên cứu dài nhất là 7 năm (đến 2006 5 năm), đặc biệt cũng để trợ giúp cho các nhà khoa học trẻ. Sáng kiến này đã được đưa ra bởi chủ tịch Cộng đồng nghiên cứu Đức Eugen Seibold.
Để mà cổ vũ cho ý tưởng công bố tài liệu, Thư viện Bang Bayern theo ủy nhiệm của Cộng đồng nghiên cứu Đức trong tháng 9 năm 2011 đã tạo ra một trang mạng Leibniz Publik để mọi người có thể đọc toàn bộ các luận án nghiên cứu của nhiều người đã đoạt được giải.